# Cardioglossa leucomystax
Cardioglossa leucomystax — вид жаб родини жаб-верескунів (Arthroleptidae).

## Поширення
Вид поширений в Центральній Африці. Трапляється на півдні Нігерії, Камеруні, ЦАР, Екваторіальній Гвінеї, Габоні, Республіці Конго, ангольській провінції Кабінда, на півночі ДР Конго. У 2018 році виявлений на заході Уганди в заповіднику ліс Будонго. Популяції в Гвінеї, Ліберії, Гані та Кот-д'Івуарі, які раніше відносили до цього виду, у 2008 році виокремили до виду Cardioglossa occidentalis.
Мешкає в низинних і нижньогірських лісах, включаючи вторинні ліси та сильно деградовані місця проживання. Зазвичай трапляється біля країв струмків з дрібними камінчиками та піском.